# Viggo Hagstrøm
Viggo Hagstrøm (født 16. februar 1954 i Oslo, død 19. januar 2013) var en norsk jurist og professor ved Instituttet for privatret ved Universitetet i Oslo.
Hagstrøm modtog sin doktorgrad i 1985 efter en afhandling om det offentliges erstatningsansvar. Efter at have været førsteamanuensis i en kort periode blev han i 1988 professor i retsvidenskab (privatret). Fra 1999 var han redaktør for Tidsskrift for rettsvitenskap. Han blev udnævnt til voldgiftsdommer og var leder af Bankklagenemnda.
Hagstrøm sad i bestyrelsen for Nasjonalmuseet men trak sig i 2008 i protest mod at direktøren fik lov til at fortsætte. Han var også formand i Bildende Kunstneres Styres hjælpefond, og havde selv en større kunstsamling.

## Hæder
- Medlem af Det Norske Videnskaps-Akademi
- Æresdoktor, Københavns Universitet

## Udvalgt bibliografi
- Culpanormen. Oslo: Aschehoug. 1975. s. 69. ISBN 8203106218. Hentet 30. januar 2013. [Tredje udgave 1981: 69 sider].
- AIDS som juridisk problem. Oslo: TANO. 1988. s. 110. ISBN 8251824443. Hentet 30. januar 2013.
- Obligasjonsrett. Universitetsforlaget. 2003. s. 937. ISBN 8251840236. [Anden udgave i 2011,] ISBN 82-518-4023-6.
- Kjøpsrett. Universitetsforlaget. 2005. s. 310. ISBN 8215007368.
- Entrepriserett. Universitetsforlaget. 2013.